# أكيتا ياكياما
أكيتا ياكياما هو بركان طبقي صغير في محافظة أكيتا، اليابان، وهي معروفة بمياهها المشعة. تقع قبة الحمم الطفيلية الصغيرة على بعد أربعة كيلومترات من البركان.

## الإنفجارات التاريخية
تقتصر الإنفجارات خلال الأوقات التاريخية على الانفجارات البركانية المعتدلة، والتي تم تسجيلها منذ عام 1678.

### اندلاع أغسطس 1997
في 16 أغسطس 1997، أفاد سائح أن انفجارًا صغيرًا قد حدث في فوهة كارانوما (فوهة بركان بالقرب من القمة). حدث ذلك بعد أيام قليلة من الهزات البركانية. شكل الثوران فوهة بقطر 20 مترًا على الحافة الجنوبية لحفرة كارانوما. استمر الانفجار لمدة 70 دقيقة.